# Smeddle & Kennedy
Smeddle & Kennedy war ein britischer Automobilhersteller, der zwischen 1908 und 1910 in Newcastle upon Tyne ansässig war. Dort wurden Leichtfahrzeuge unter dem Namen SK Simplex hergestellt.
1908 wurde der 7 hp herausgebracht. Er besaß einen Einzylindermotor mit 1,05 l Hubraum, während das 1909 vorgestellte, größere Modell 8/10 hp einen Zweizylinder-Reihenmotor mit obenliegender Nockenwelle und 1,45 l Hubraum hatte. Beide Wagen waren 3.048 mm lang und 1.600 mm breit und besaßen ein Fahrgestell mit 2286 mm Radstand und einer Spurweite von 1295 mm.
Beide Wagen wurden bis 1910 gebaut.

## Modelle
| Modell  | Bauzeitraum | Zylinder | Hubraum  | Radstand |
| ------- | ----------- | -------- | -------- | -------- |
| 7 hp    | 1908–1910   | 1        | 1038 cm³ | 2286 mm  |
| 8/10 hp | 1909–1910   | 2 Reihe  | 1431 cm³ | 2286 mm  |

## Quelle
- David Culshaw & Peter Horrobin: The Complete Catalogue of British Cars 1895–1975. Veloce Publishing plc. Dorchester (1999). ISBN 1-874105-93-6